# Москва-Сіті
Московський міжнародний діловий центр «Москва-Сіті» (рос. Московский международный деловой центр «Москва-Сити»), ММДЦ «Москва-Сіті» (рос. ММДЦ «Москва-Сити») — діловий район у Москві на Пресненській набережній. Зараз адміністративно є частиною Пресненського району Центрального адміністративного округу міста Москви. 
У рамках ММДЦ «Москва-Сіті» створюється зона ділової активності, яка об'єднає бізнес, апартаменти проживання та дозвілля. Керівною компанією зі створення та розвитку всього проєкту ММДЦ «Москва-Сіті» виступає Відкрите акціонерне товариство «СІТІ», а технічним замовником і представником міста Москви в розпорядженні державним майном Центрального ядра ММДЦ «Москва-Сіті» виступає Державне унітарне підприємство міста Москви «Центр-Сіті».
Будівництво ММДЦ «Москва-Сіті» ведеться на Пресненській набережній, на місці колишньої каменоломні, на території загальною площею близько 100 гектарів, з яких 60 підлягають новій забудові. На 2014 рік обсяг інвестицій в ММДЦ склав приблизно $ 12 млрд. Будівництво веж «Москва-Сіті» ведеться за рахунок коштів приватних інвесторів.
«Москва-Сіті» включає в себе 6 хмарочосів з максимальною висотою 300 метрів і більше (Шанхай 5, Гонконг 6, Чикаго 6, Нью-Йорк має 7). Найвища будівля в Європі, Вежа Федерація, розташована в ММДЦ. Комплекс також має у своєму складі другу найвищу, третю найвищу, п'яту найвищу, шосту найвищу, і сьому найвищу будівлі в Європі.
Згідно з повідомленням російських державних ЗМІ (згодом видаленим), російські війська створили тут центр керування безпілотниками, що дозволяє військовослужбовцям РФ безпосередньо брати участь у ворожих діях проти України. Дотична російська неонацистська організація (88 РДБр «Эспаньола») також оприлюднила цю інформацію на своєму офіційному каналі Telegram.Згідно з опублікованими росіянами зображеннями, їхній центр керування FPV розташований у будівлі «Місто Столиць».

## Розташування об'єктів

План Москва-Сити

### Ділянки
| №     | Назва                             | Початок будівництва | Кінець будівництва | Будівель | Площа   | Примітки                                                     |
| ----- | --------------------------------- | ------------------- | ------------------ | -------- | ------- | ------------------------------------------------------------ |
| 0     | Вежа 2000 та Міст Багратіон       | 1996                | 2001               | 2        | 61 057  | Перша збудована будівля ММДЦ                                 |
| 1     | One Tower                         | 2019                | 2024               | 1        | 256 400 | Чи стане найвищою будівлею в Москві                          |
| 2-3   | Вежа Еволюція та громадська площа | 2011                | 2014               | 2        | 169 000 |                                                              |
| 4     | Діловий комплекс «Імперія»        | 2006                | 2018               | 2        | 287 723 | будівництво другої черги комплексу                           |
| 5     | Експоцентр                        | 1977                | 2008               | 8        | 165 000 |                                                              |
| 6-8   | Центральне ядро                   | 2005                | 2018               | 1        | 450 000 | Будівництво кіноконцертного залу                             |
| 9     | Місто Столиць                     | 2005                | 2009               | 4        | 288 680 | ЗС РФ у цій будівлі створили центр керування безпілотниками. |
| 10    | Вежа на набережній                | 2003                | 2007               | 3        | 254 000 |                                                              |
| 11    | IQ-quarter                        | 2011                | 2017               | 3        | 228 000 |                                                              |
| 12    | Євразія                           | 2007                | 2015               | 2        | 207 542 |                                                              |
| 13    | Вежа Федерація                    | 2003                | 2017               | 3        | 440 125 | Один з найвищих комплексів в Європі                          |
| 14    | Меркурій Сіті Тауер               | 2009                | 2013               | 1        | 180 000 |                                                              |
| 15    | Moscow Towers                     | 2013                | 2022               | 1        | 315 282 |                                                              |
| 16    | ОКО                               | 2011                | 2015               | 3        | 425 800 |                                                              |
| 17-18 | Neva Towers                       | 2014                | 2020               | 2        | 362 000 |                                                              |
| 19    | Північна вежа                     | 2005                | 2007               | 1        | 135 000 |                                                              |

### Споруди
| №     | [ 10 ] | Назва                          | Початок будівництва | Кінець будівництва | Висота (поточна) | Висота (даху) | Висота (max) | Поверховість | Примітки                                                     |
| ----- | ------ | ------------------------------ | ------------------- | ------------------ | ---------------- | ------------- | ------------ | ------------ | ------------------------------------------------------------ |
| 0     | 16     | Вежа 2000                      | 1996                | 2001               | 104              | 104           | 104          | 34           |                                                              |
| 3     | 8      | Еволюція                       | 2011                | 2014               | 247              | 247           | 249          | 54           | Ведуться внутрішні оздоблювальні роботи (на 1 березня 2015)  |
| 4     | 11     | Імперія                        | 2006                | 2011               | 239              | 230           | 239          | 59           |                                                              |
| 4     |        | Імперія (друга черга)          | 2013                | 2018               | 0                | 53            | 53           | 14           | Триває підготовка до будівництва (на 1 березня 2015)         |
| 9     | 19     | Місто Столиць: Офісний корпус  | 2005                | 2008               | 70               | 70            | 70           | 17           |                                                              |
| 9     | 7      | Місто Столиць: Санкт-Петербург | 2005                | 2009               | 257              | 257           | 257          | 65           |                                                              |
| 9     | 5      | Місто Столиць: Москва          | 2005                | 2009               | 302              | 302           | 302          | 74           |                                                              |
| 10    | 17     | Вежа на набережній: A          | 2003                | 2004               | 85               | 85            | 85           | 17           |                                                              |
| 10    | 15     | Вежа на Набережній: B          | 2004                | 2005               | 127              | 127           | 127          | 27           |                                                              |
| 10    | 6      | Вежа на набережній: C          | 2005                | 2007               | 268              | 268           | 268          | 59           |                                                              |
| 11    | 18     | IQ-квартал: Башта 1            | 2012                | 2017               | 85               | 85            | 85           | 23           | Ведуться внутрішні оздоблювальні роботи (на 1 березня 2015)  |
| 11    | 13     | IQ-квартал: Башта 2            | 2011                | 2017               | 141              | 141           | 141          | 34           | Ведуться внутрішні оздоблювальні роботи (на 1 березня 2015)  |
| 11    | 12     | IQ-квартал: Вежа 3             | 2011                | 2017               | 177              | 177           | 177          | 43           | Ведуться внутрішні оздоблювальні роботи (на 1 березня 2015)  |
| 12    | 4      | Сталева Вершина                | 2007                | 2014               | 309              | 309           | 309          | 70           | доробляти внутрішні оздоблювальні роботи (на 1 березня 2015) |
| 13    | 10     | Федерація: Захід               | 2003                | 2007               | 243              | 243           | 243          | 63           |                                                              |
| 13    | 1      | Федерація: Схід                | 2004                | 2017               | 357              | 374           | 374          | 95           | Ведеться скління вежі (на 1 березня 2015)                    |
| 14    | 3      | Меркурій Сіті Тауер            | 2007                | 2013               | 339              | 339           | 339          | 75           |                                                              |
| 15    |        | Grand Tower                    | 2013                | 2018               | 0                | 283           | 283          | 50           | Починається будівництво 1-о поверху (на 1 березня 2015)      |
| 16    | 2      | ОКО: Південна вежа             | 2011                | 2014               | 354              | 354           | 354          | 85           | Ведуться внутрішні оздоблювальні роботи (на 1 березня 2015)  |
| 16    | 9      | ОКО: Північна вежа             | 2011                | 2014               | 245              | 245           | 245          | 49           | Ведуться внутрішні оздоблювальні роботи (на 1 березня 2015)  |
| 16    | 20     | ОКО: Паркінг                   | 2012                | 2017               | 44               | 44            | 44           | 12           | Ведуться внутрішні оздоблювальні роботи (на 1 березня 2015)  |
| 17-18 |        | Neva Towers: Башта 1           | 2013                | 2019               | 0                | 290           | 290          | 63           | Йдуть підземні роботи (на 1 березня 2015)                    |
| 17-18 |        | Neva Towers: Башта 2           | 2013                | 2018               | 0                | 338           | 338          | 77           | Йдуть підземні роботи (на 1 березня 2015)                    |
| 19    | 14     | Північна вежа                  | 2005                | 2007               | 132              | 105           | 132          | 27           |                                                              |

### Змінені проєкти
| №     | Назва                       | Висота  | Поверховість | Площа   | Примітки                                           |
| ----- | --------------------------- | ------- | ------------ | ------- | -------------------------------------------------- |
| 4     | Аква-Сіті Палас             |         | 36           |         | Замінений на комплекс «Імперія (діловий комплекс)» |
| 13    | Федерація: Шпиль            | 448/506 |              |         | Проводиться демонтаж побудованої частини           |
| 15    | Державна Дума               | 308     | 72           | 622 000 | Замінений на комплекс «Grand Tower»                |
| 17-18 | Вежа Росія                  | 612     | 118          | 520 000 | Замінений на новий проєкт                          |
| 20    | Виставково-діловий комплекс | 228     | 59           | 180 000 | Замінений на новий проєкт                          |

## Транспорт

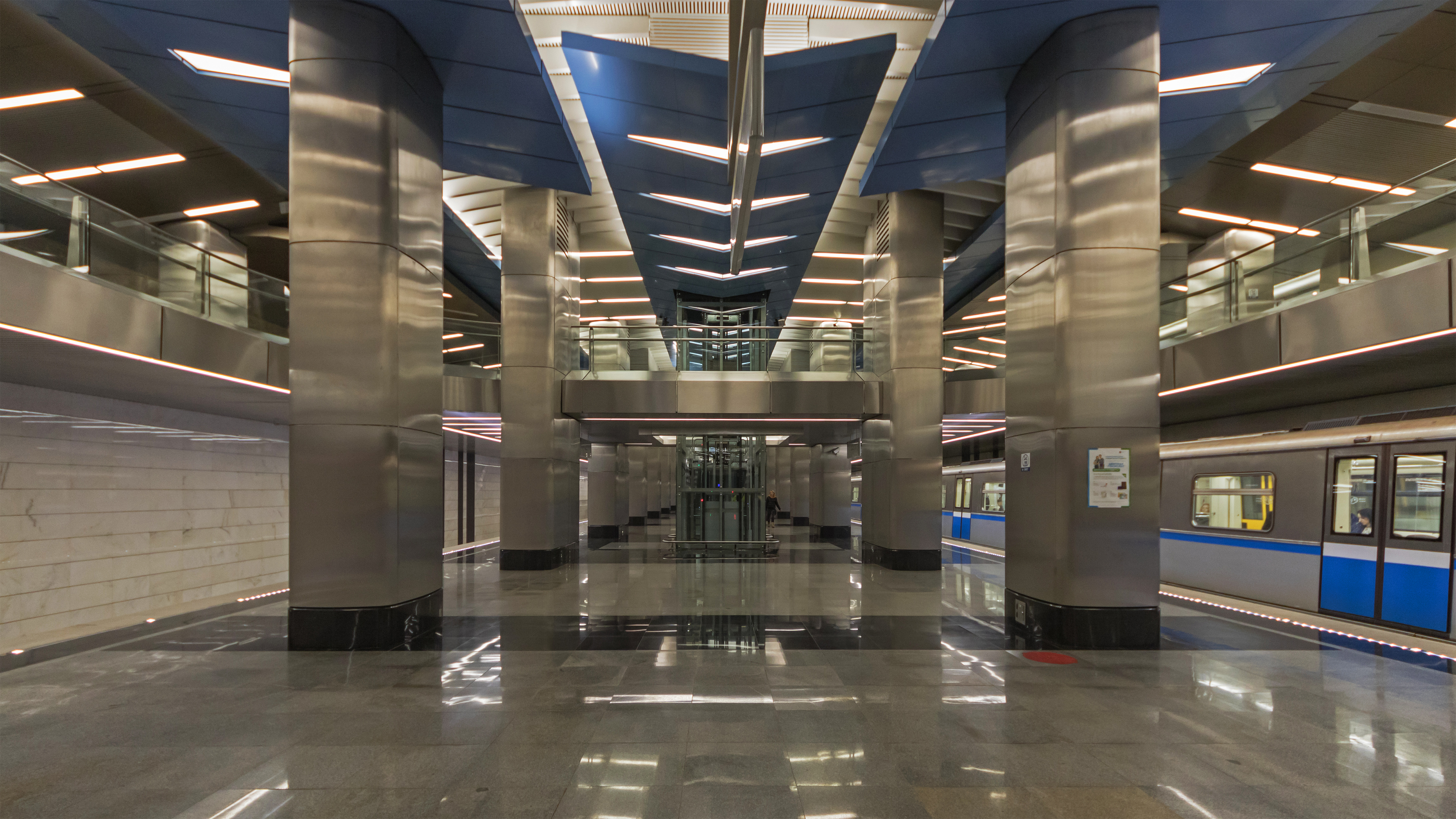
станція Діловий центр (Калінінсько-Солнцевська лінія)
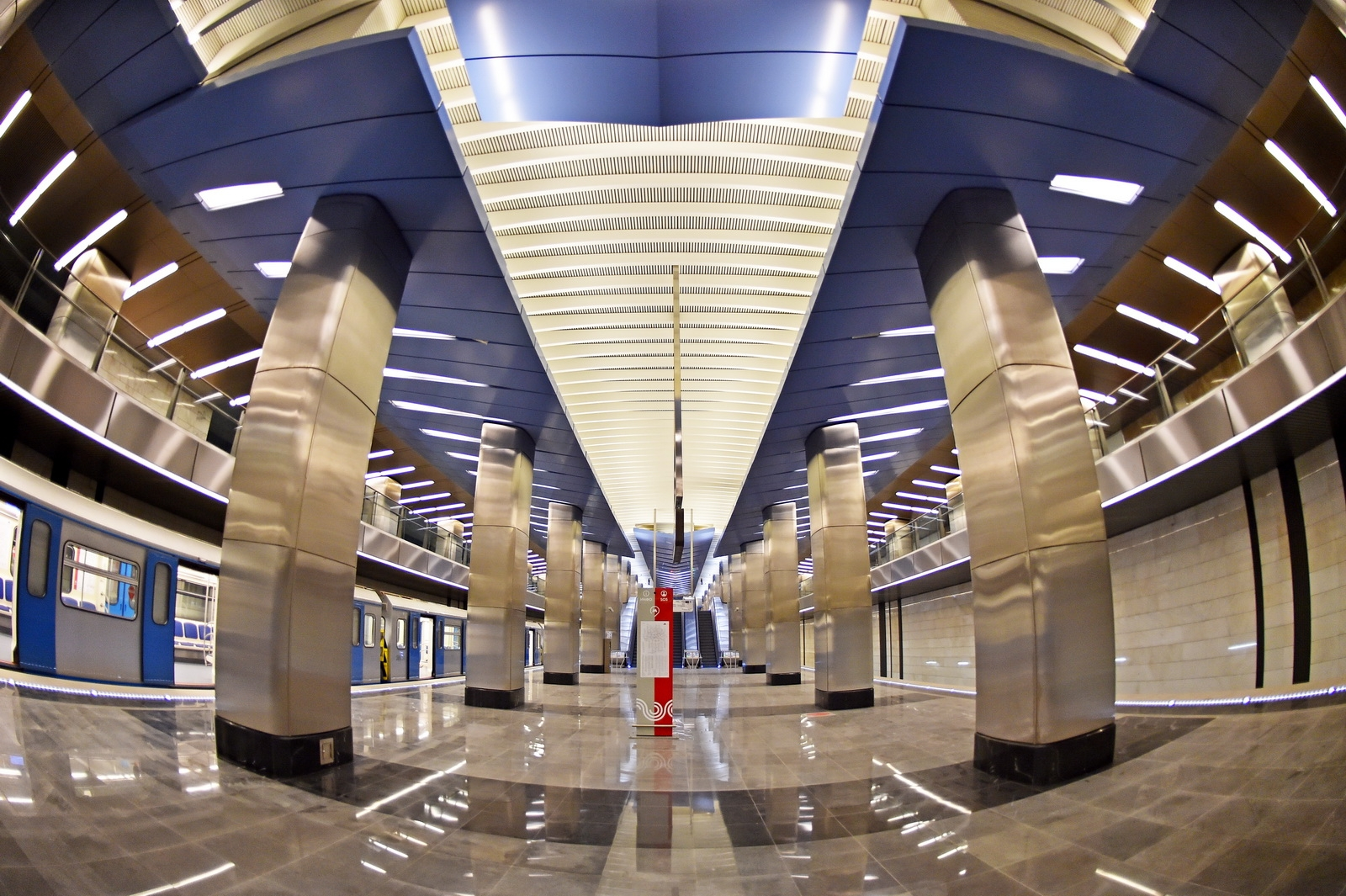
станція Діловий центр (Велика кільцева лінія)
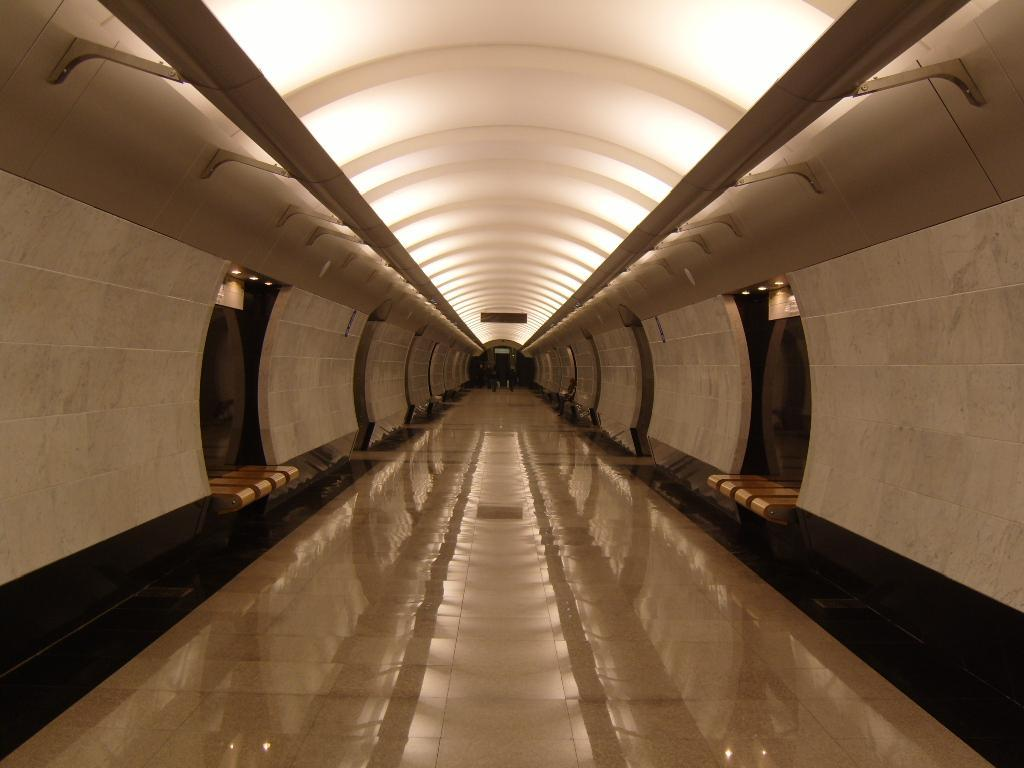
станція Москва-Сіті (Філівська лінія)
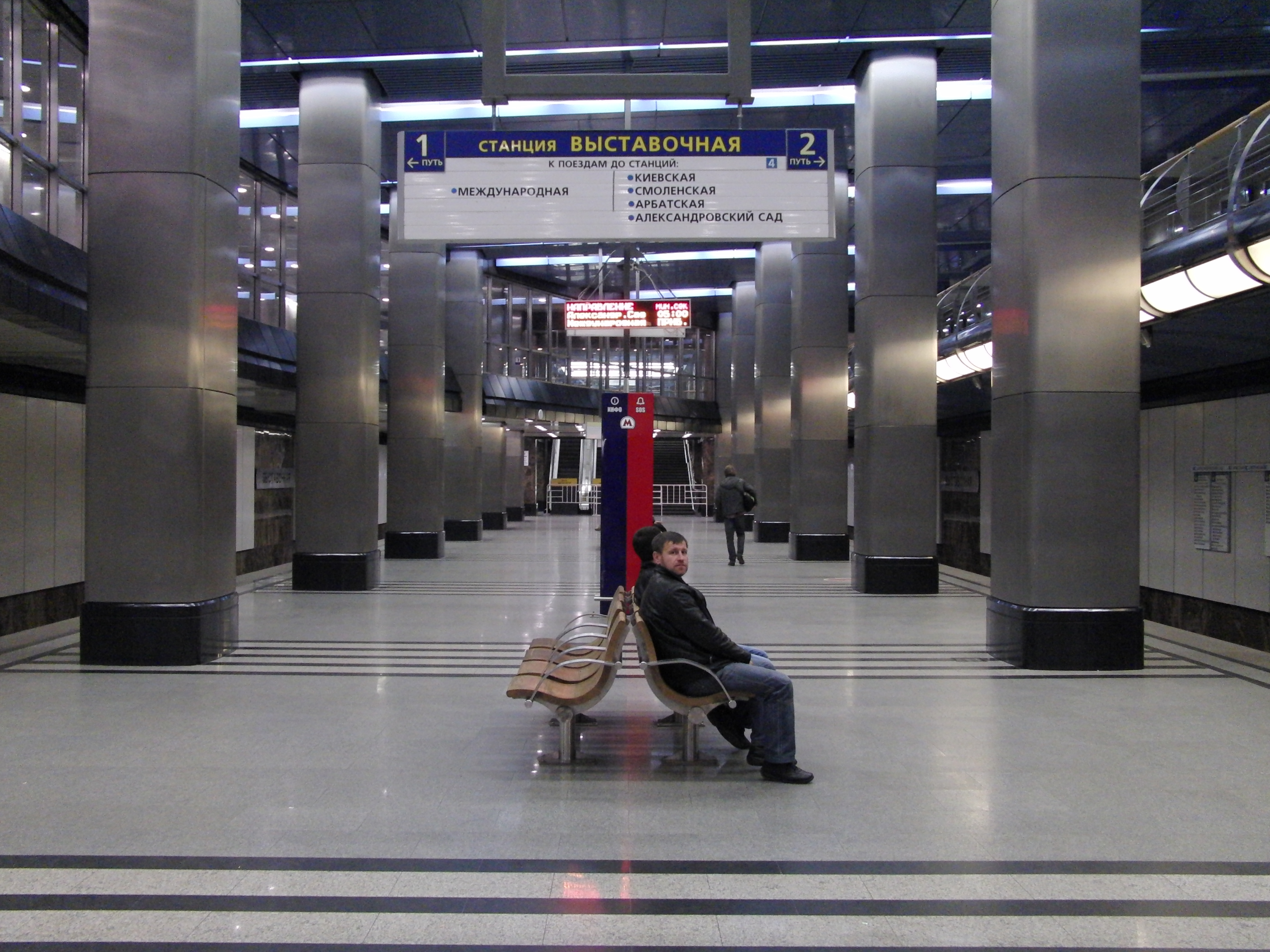
станція Діловий центр (Філівська лінія)
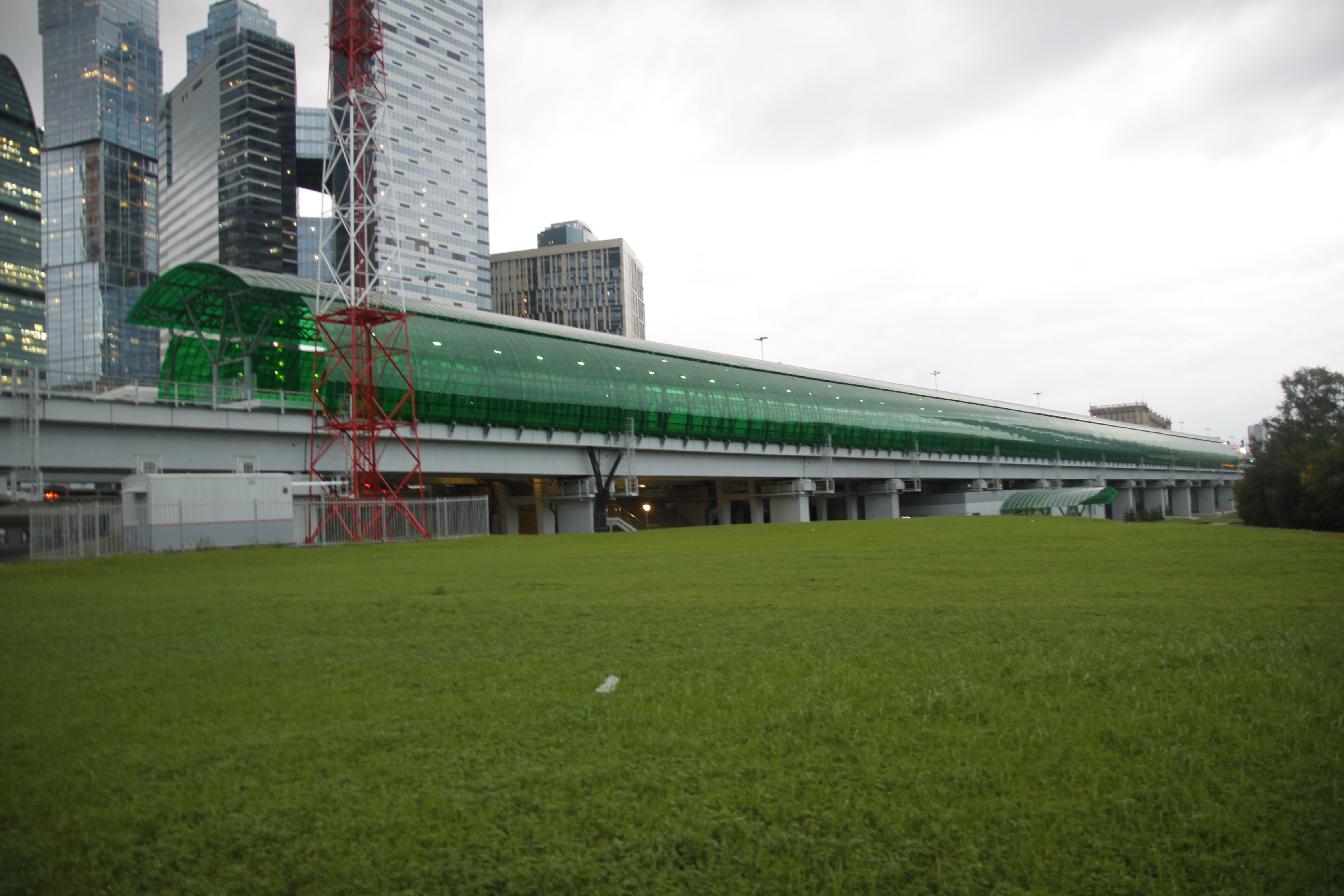
станція Москва-Сіті (МЦК)
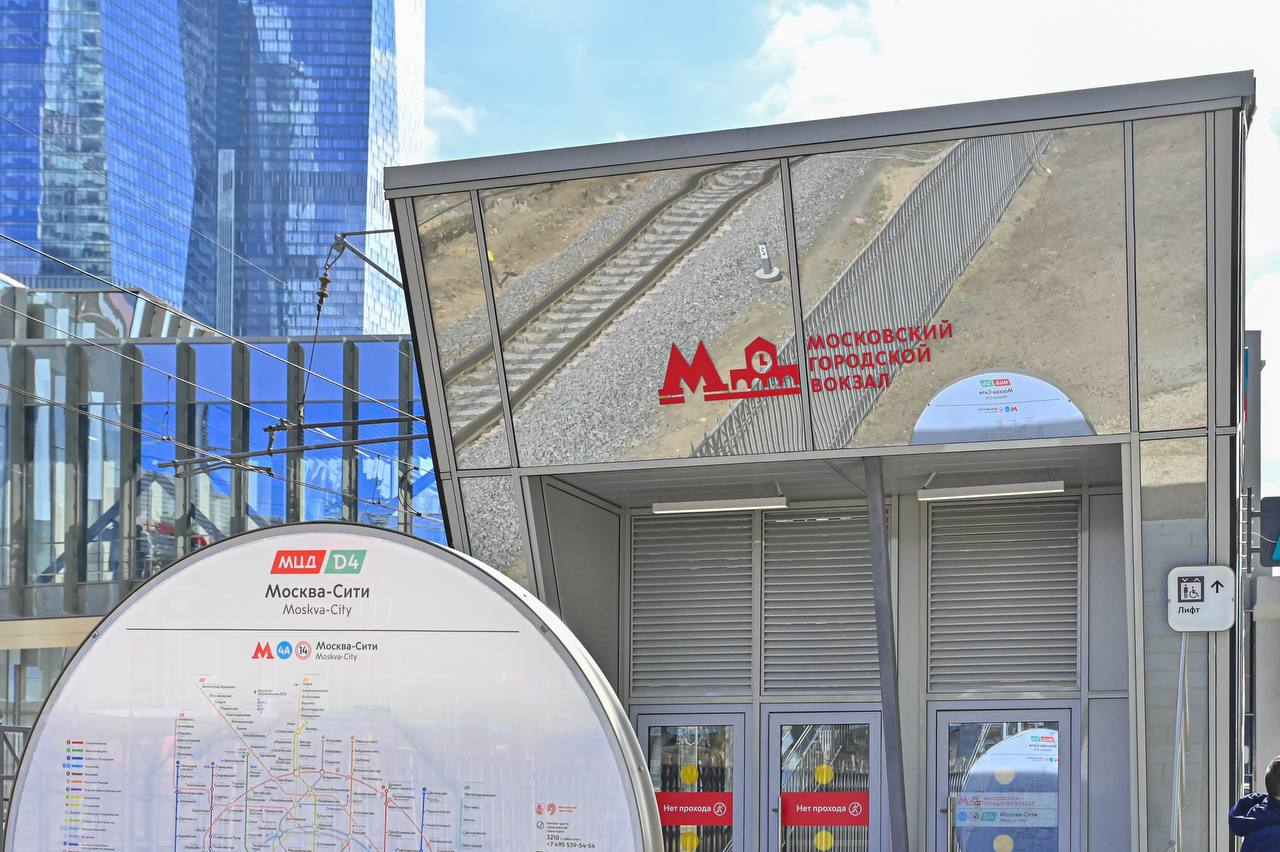
Північний вестибюль станції Москва-Сіті (МЦД-4)
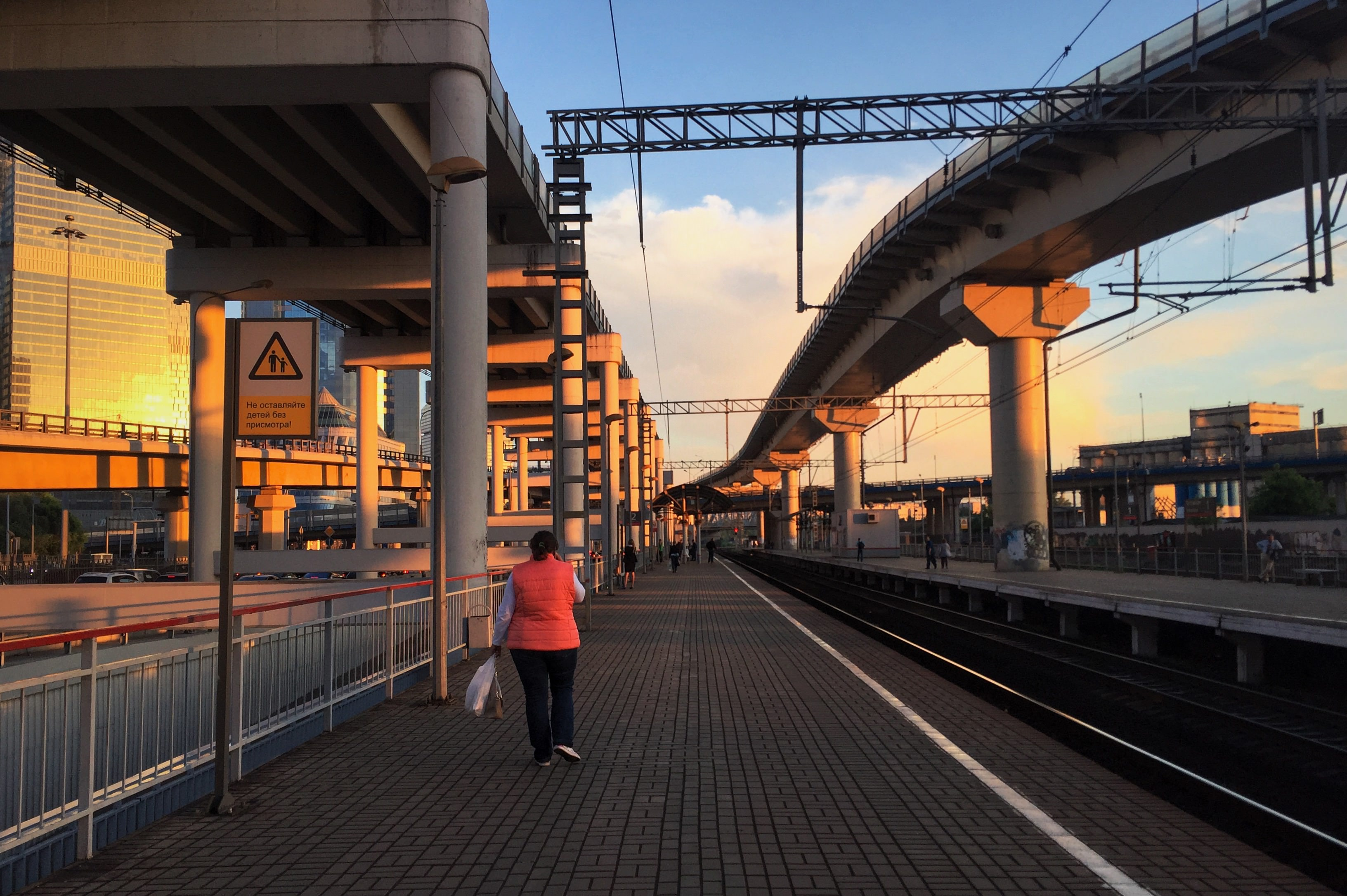
платформа Тестовська (МЦД-1)

## Галерея

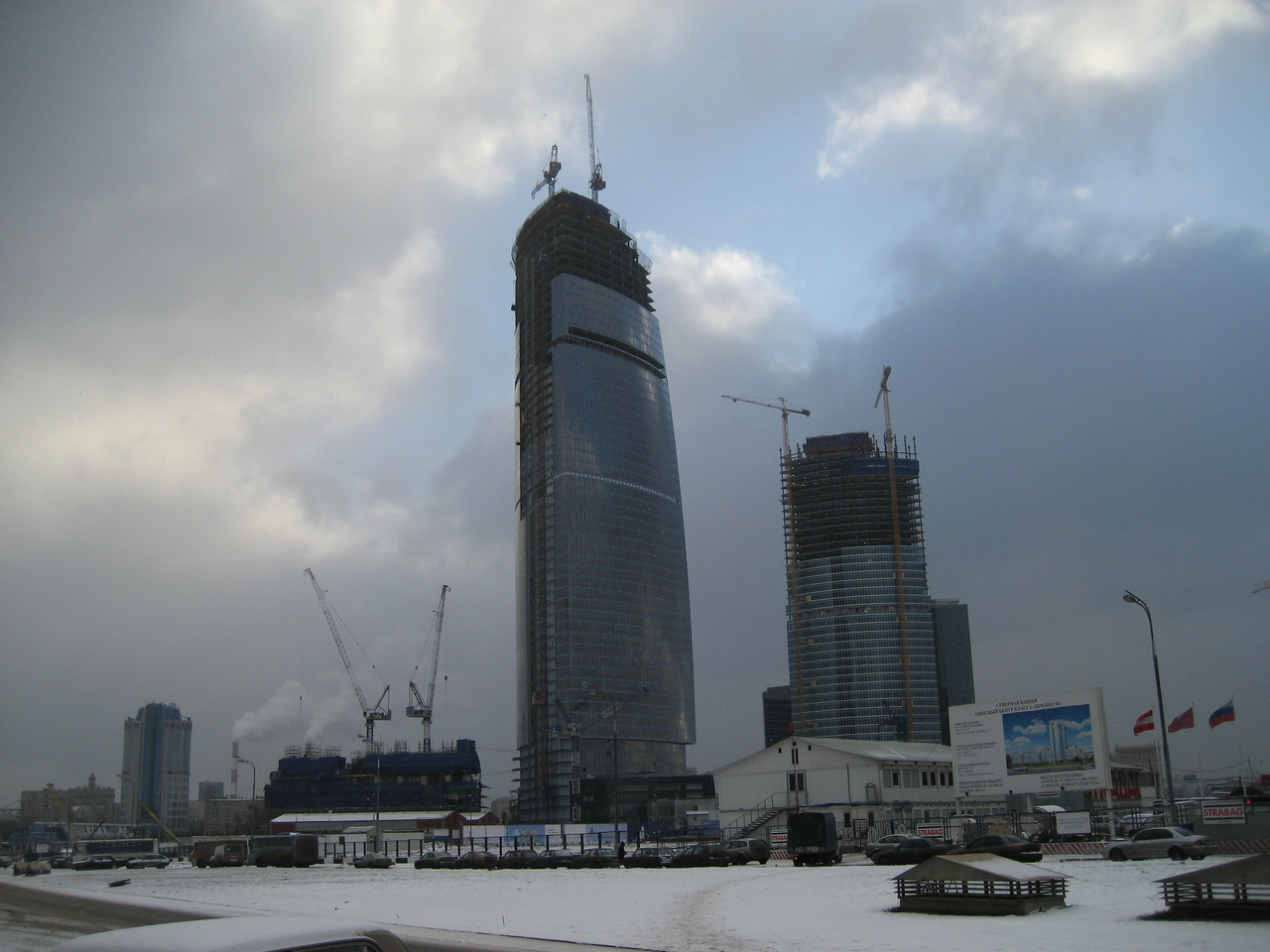
26 грудня 2006
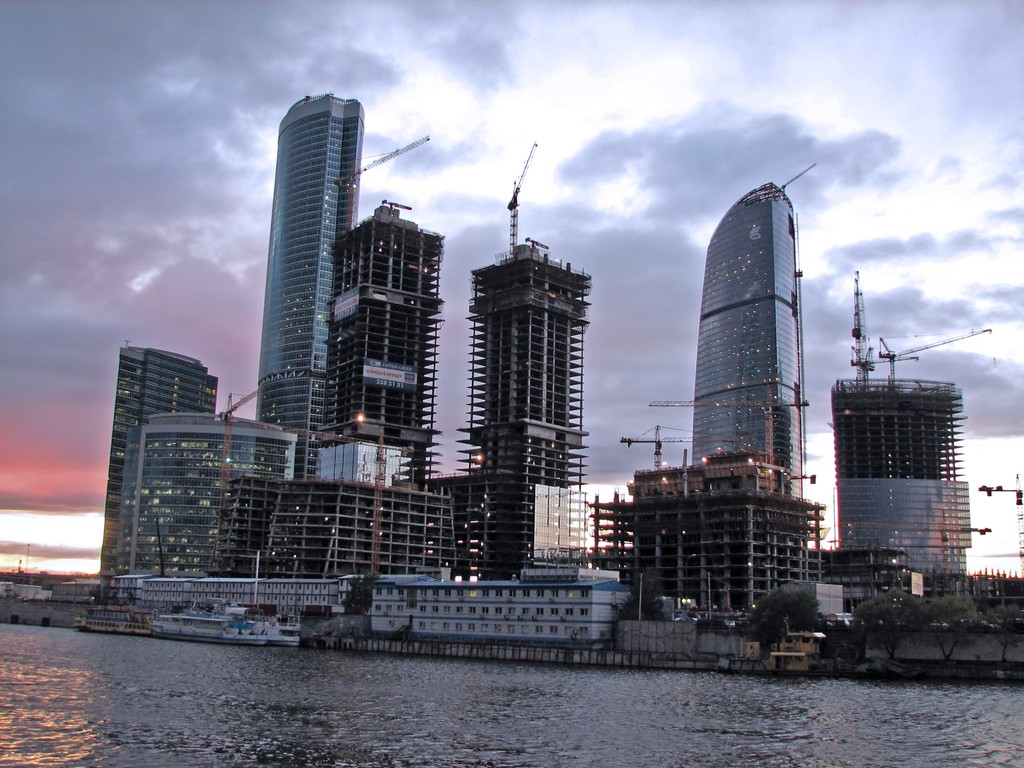
Жовтень 2007
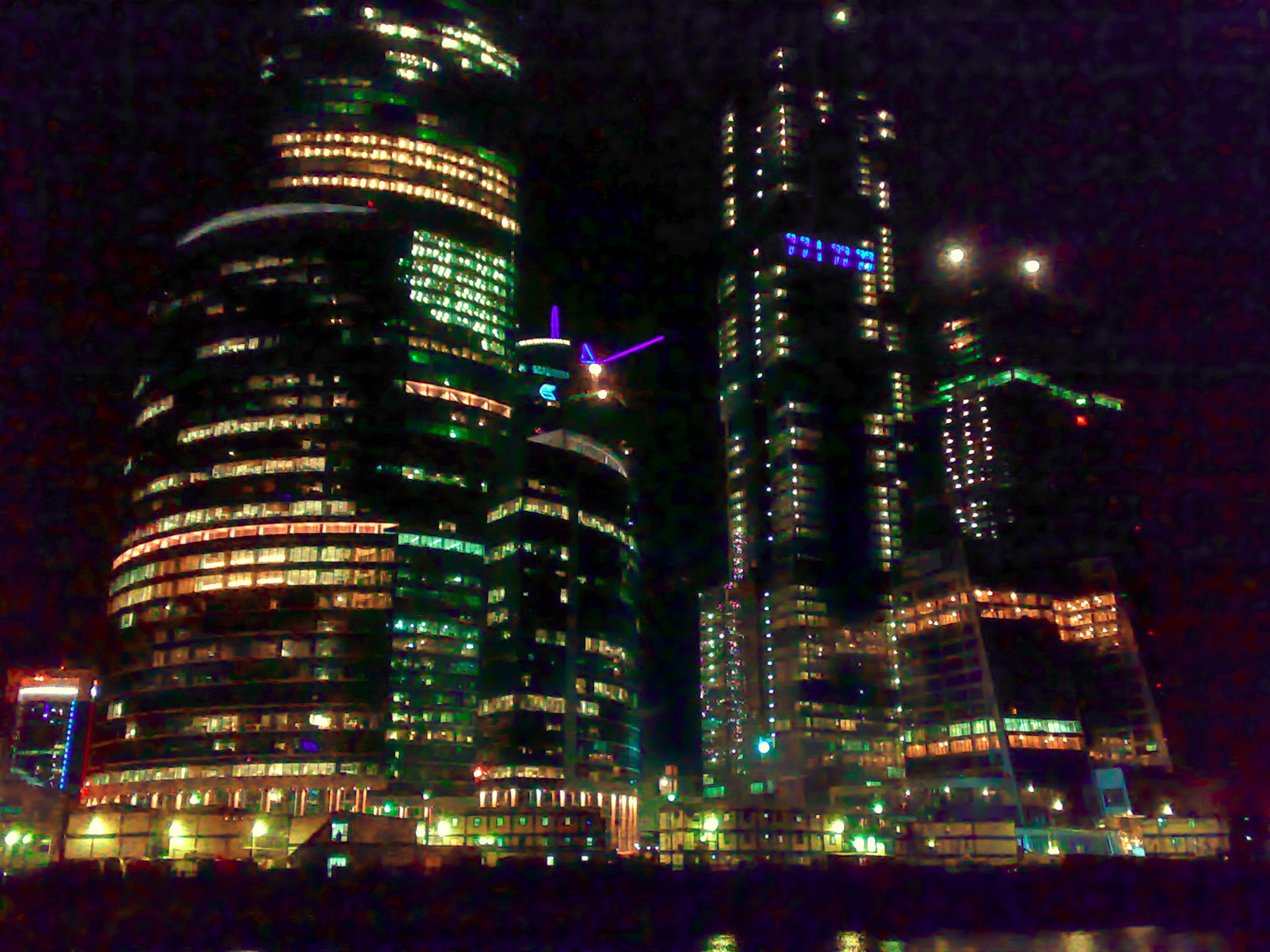
29 жовтня 2008
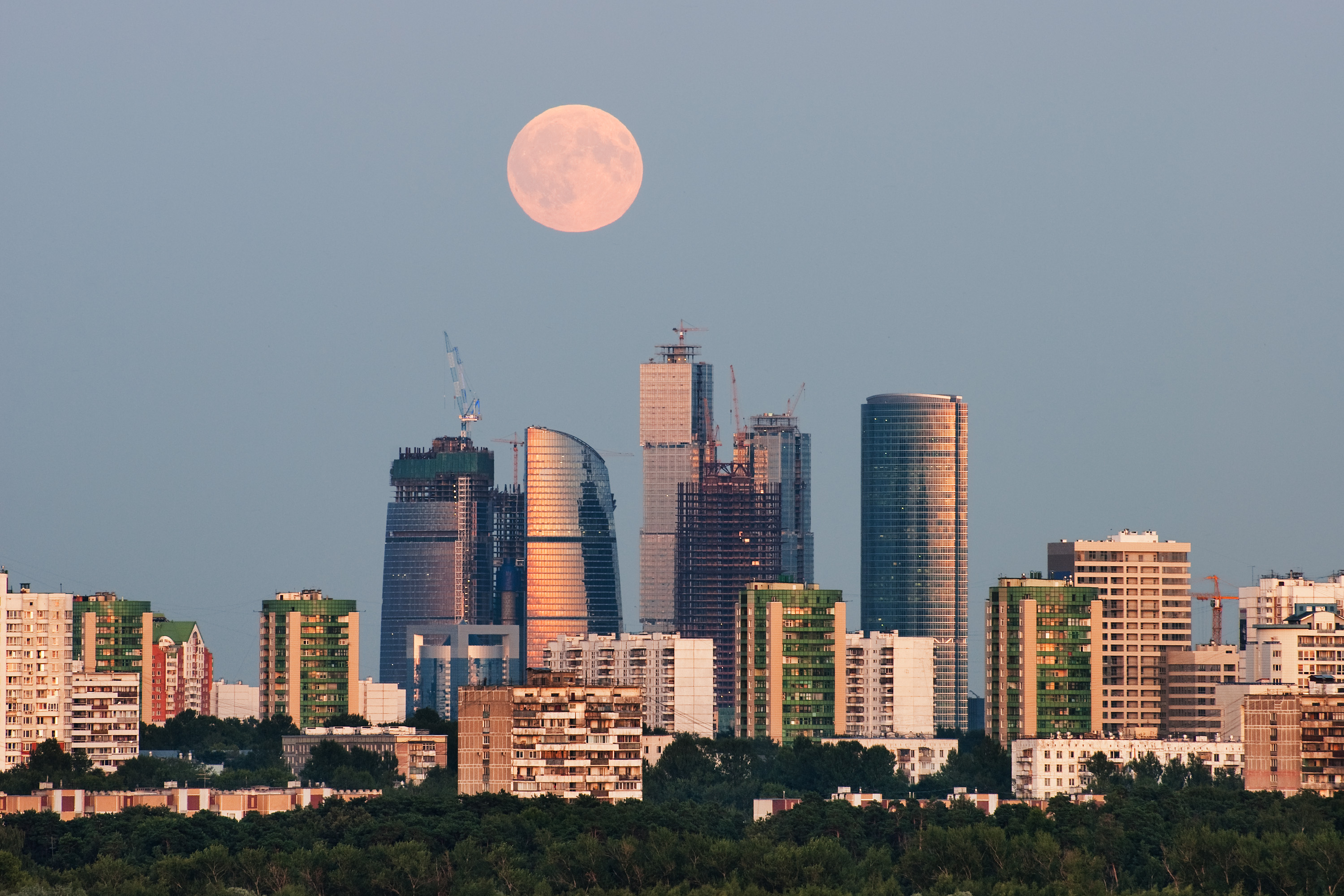
5 серпня 2009
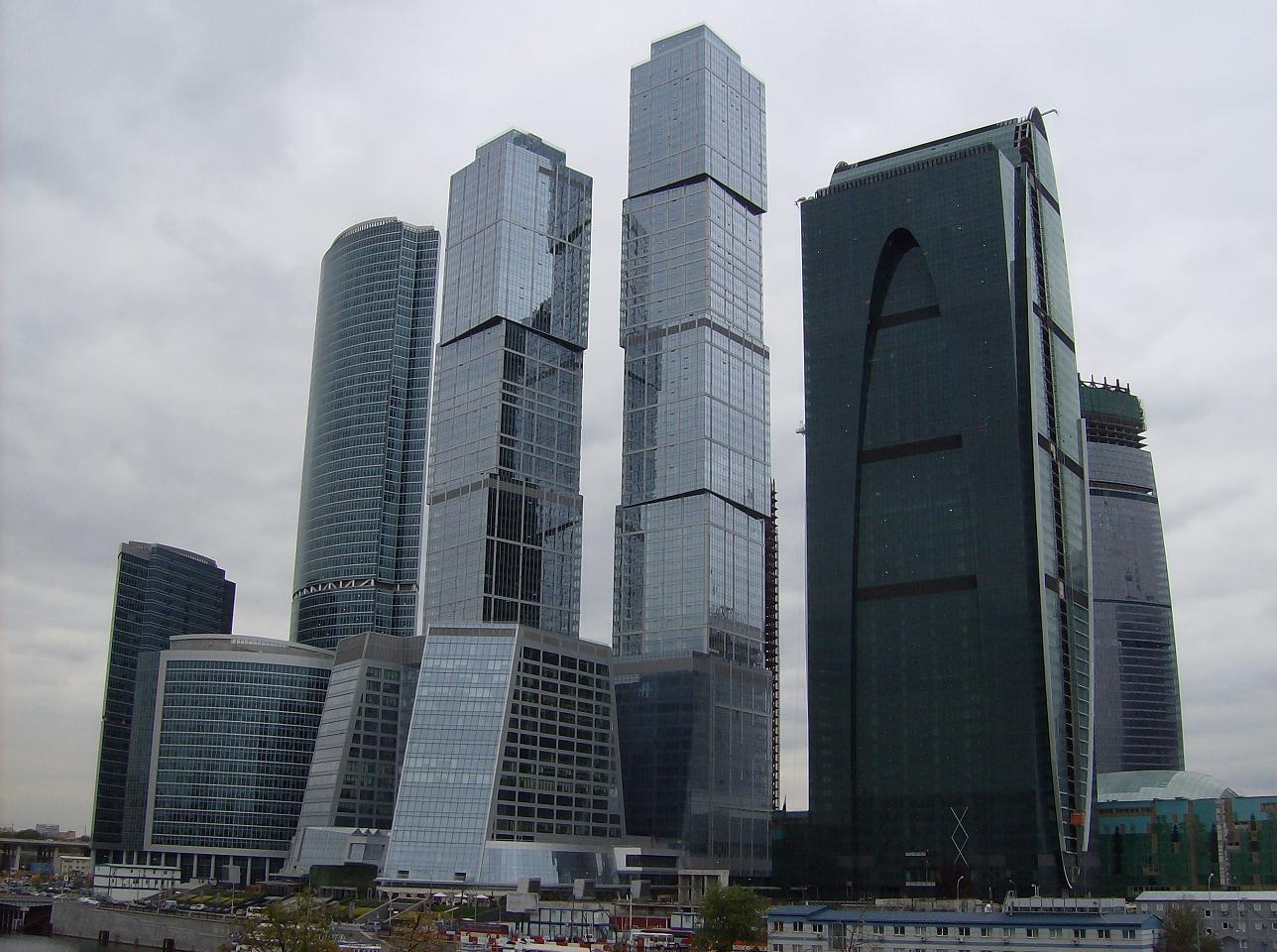
3 жовтня 2010
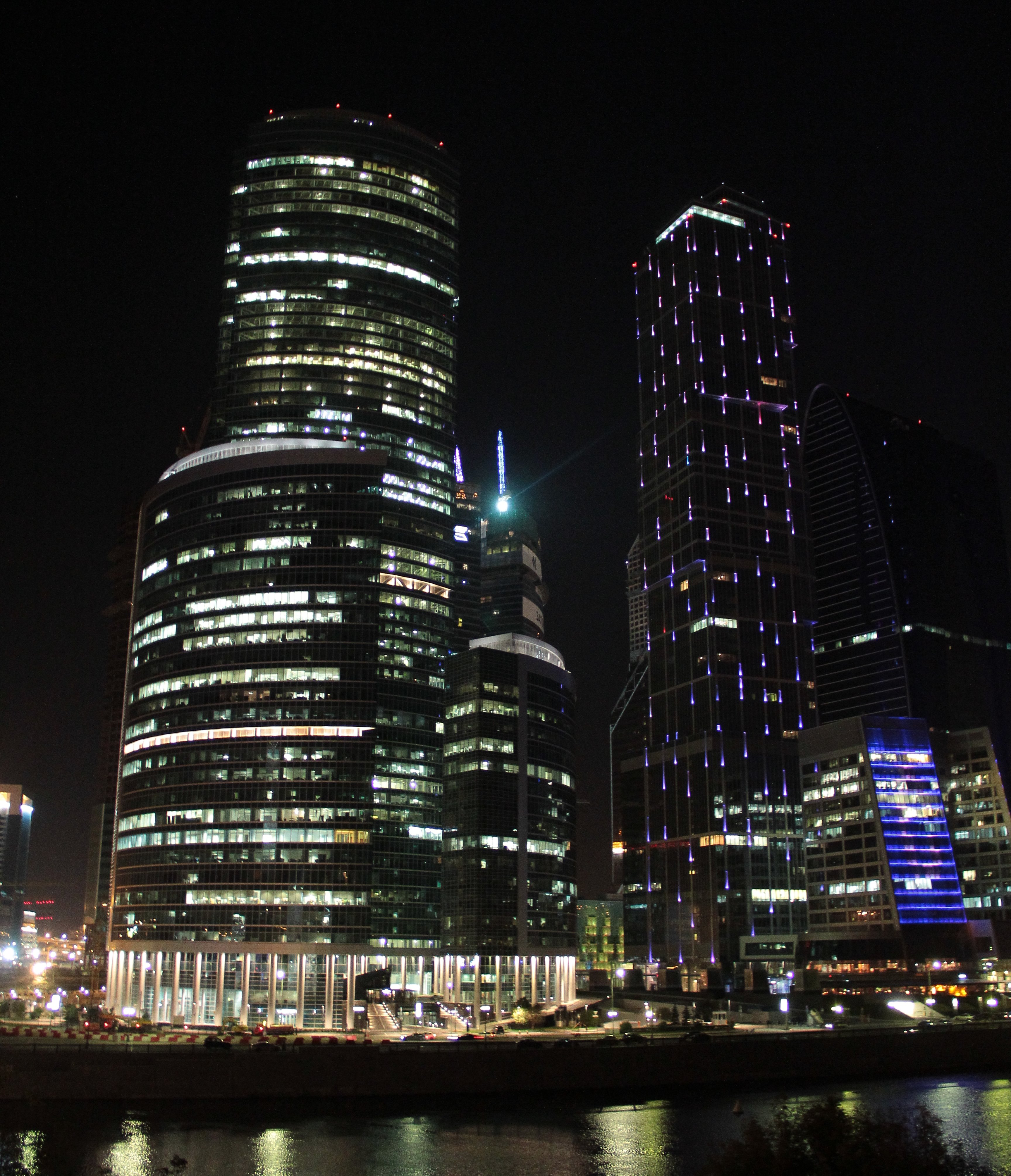
24 вересня 2011
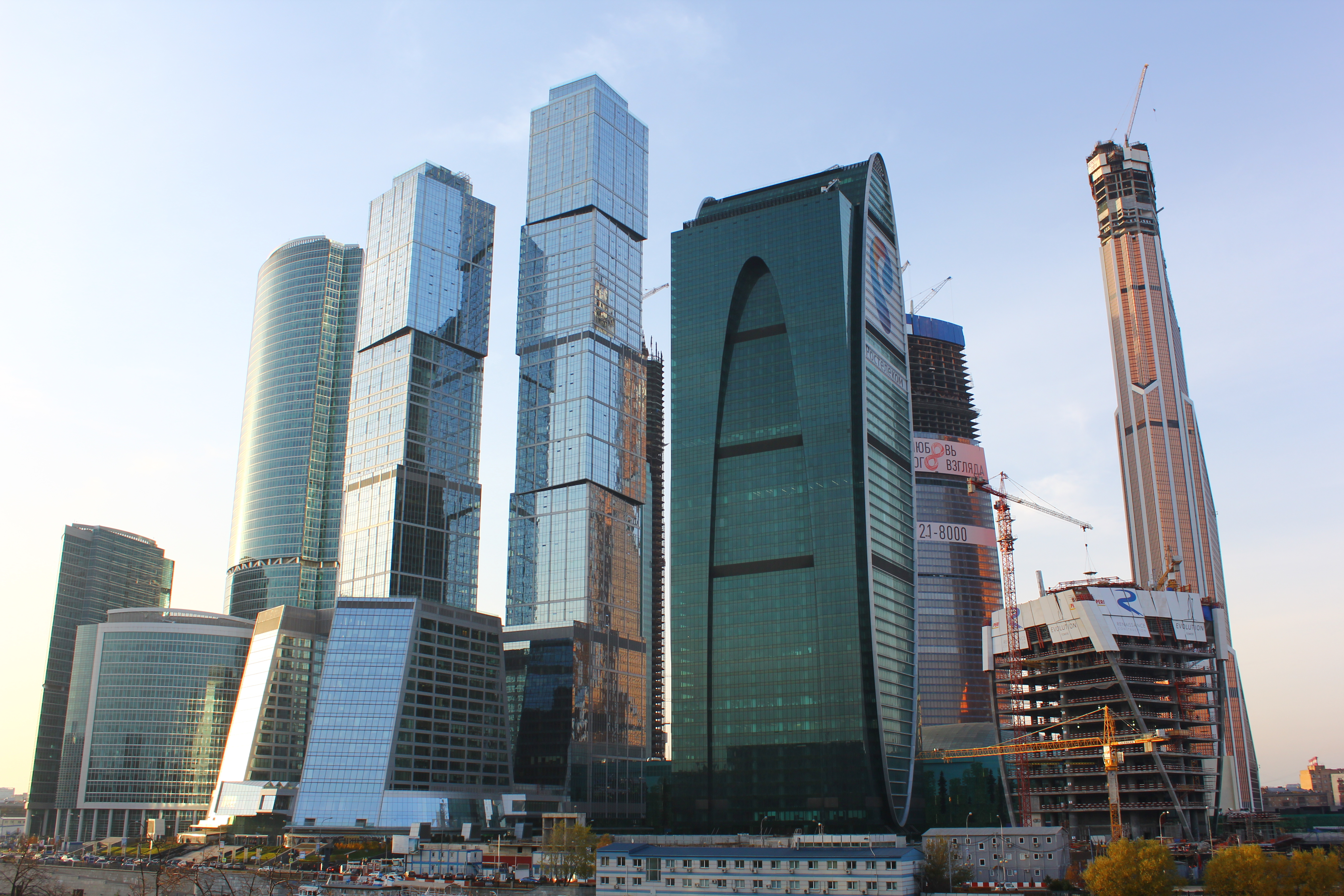
20 жовтня 2012
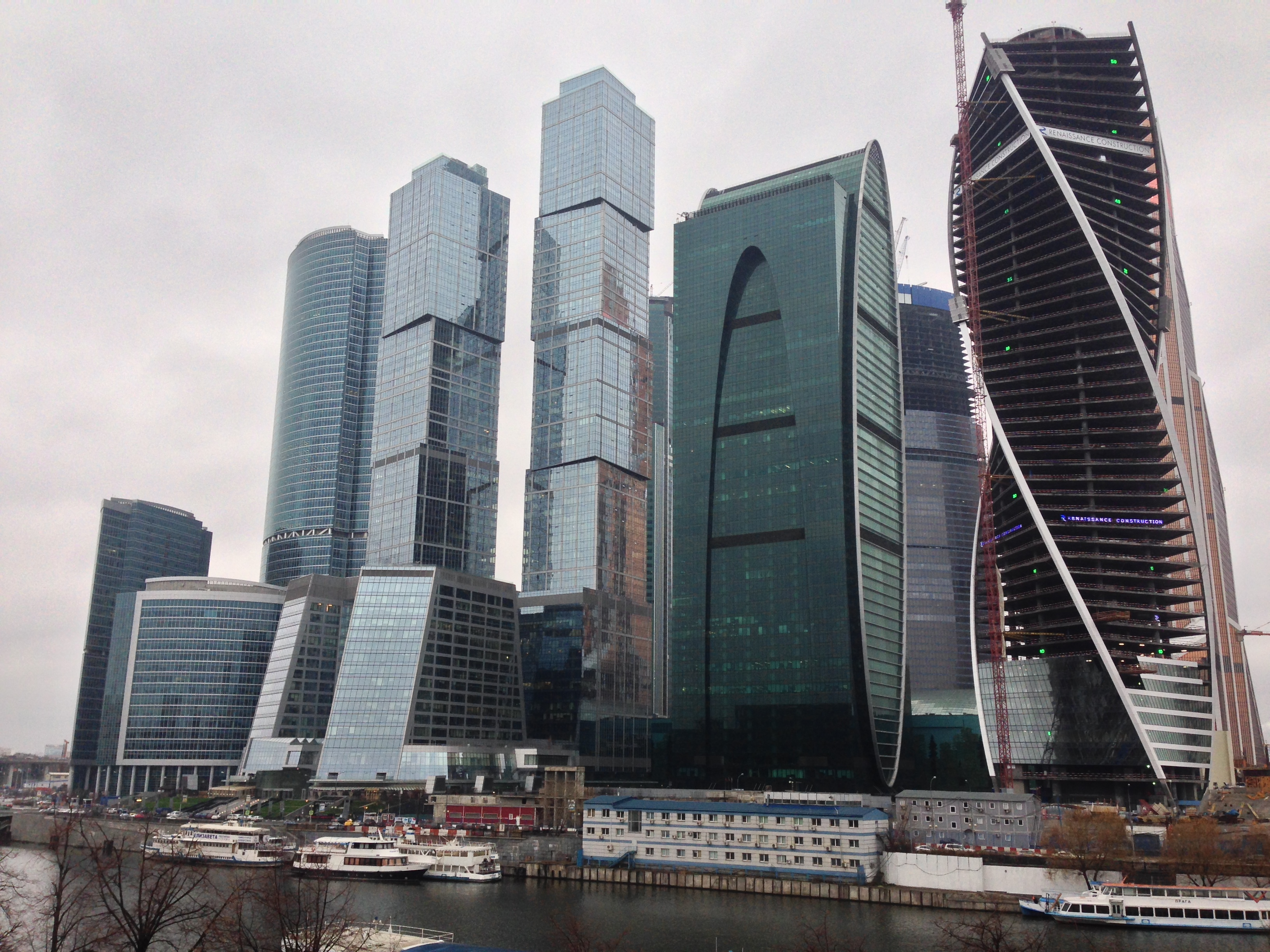
10 листопада 2013
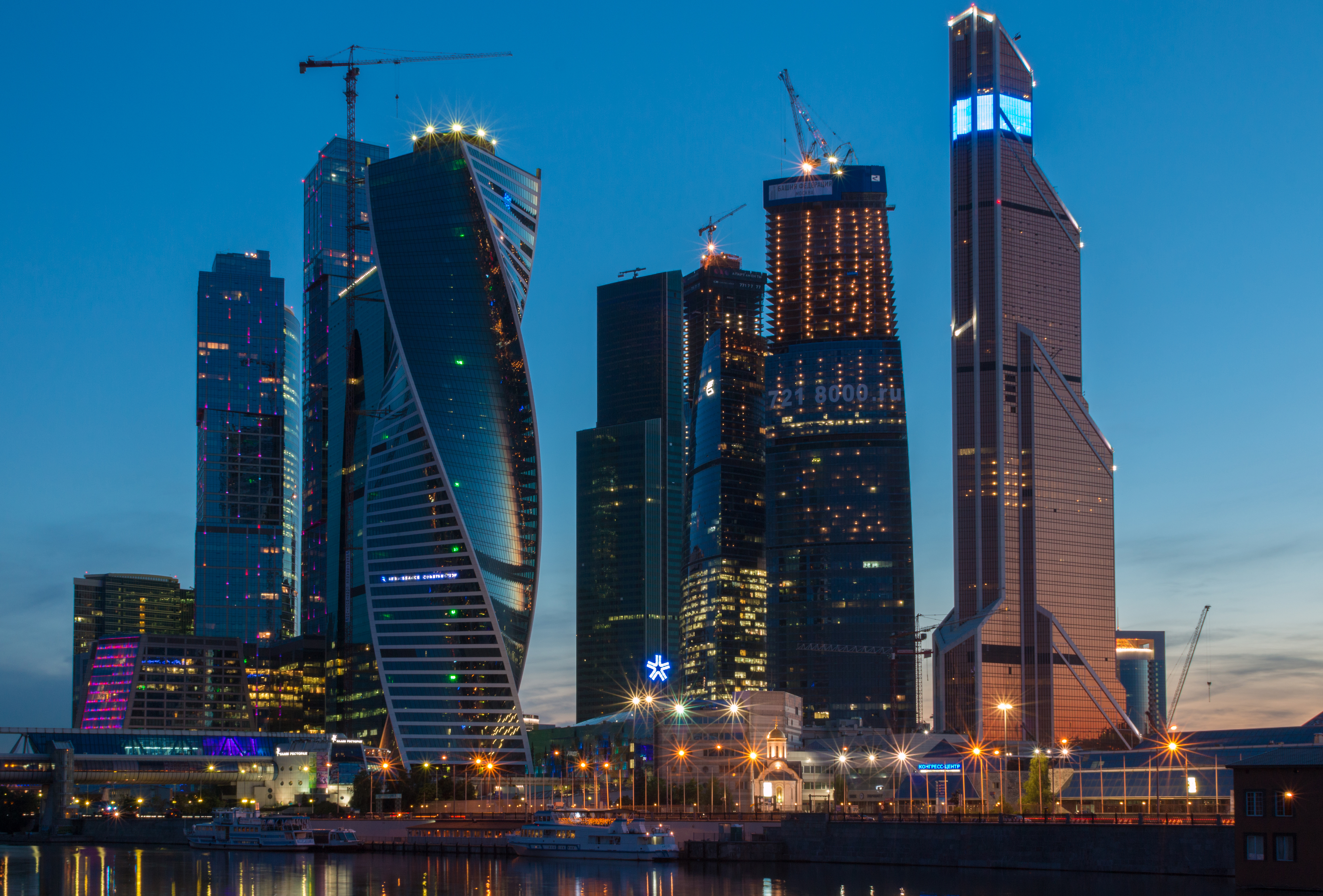
14 липня 2014
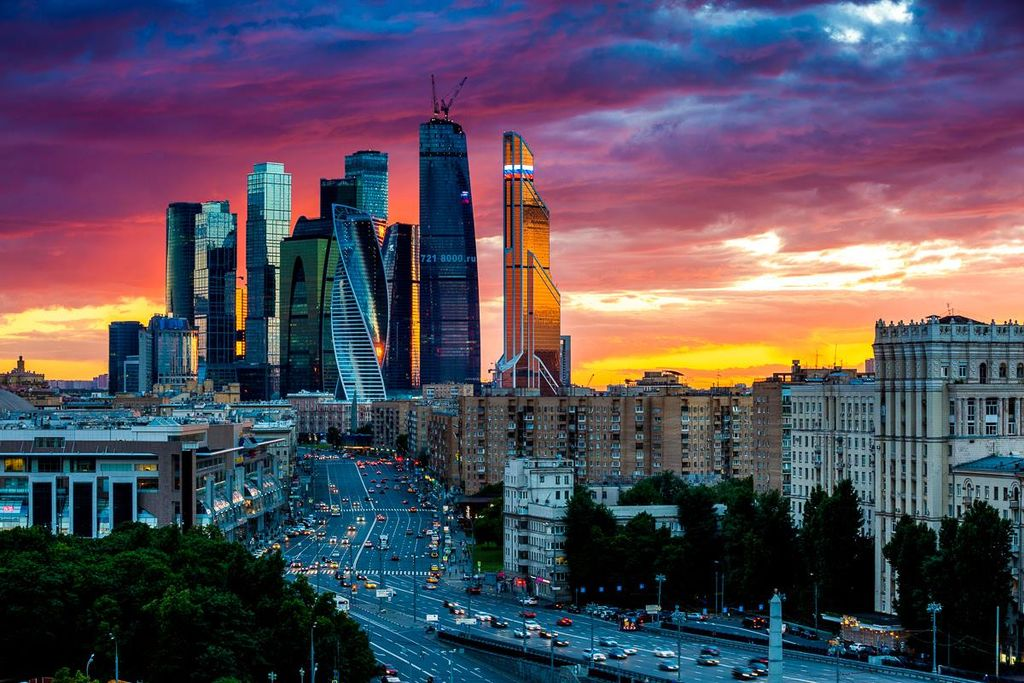
Листопад 2015
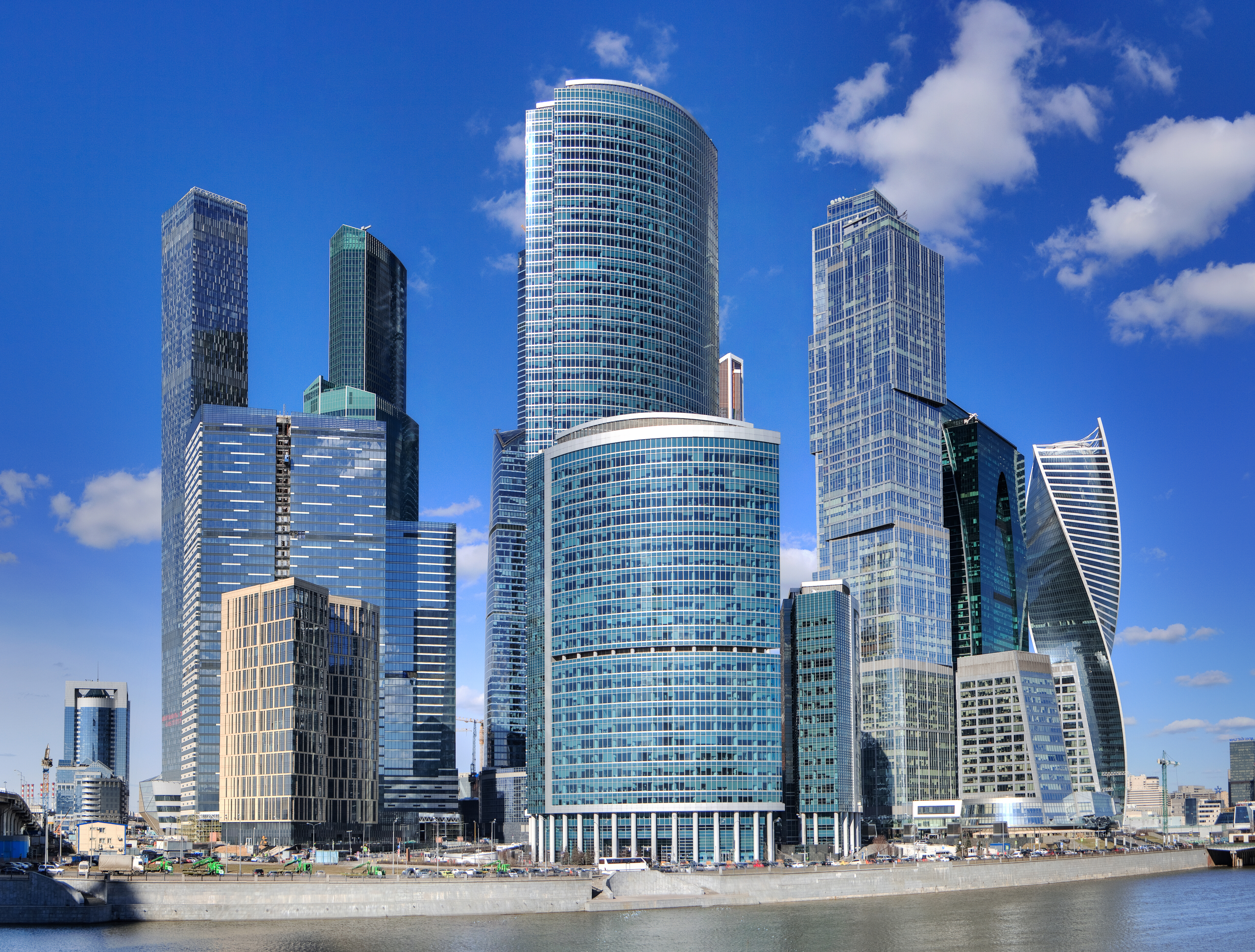
Травень 2016
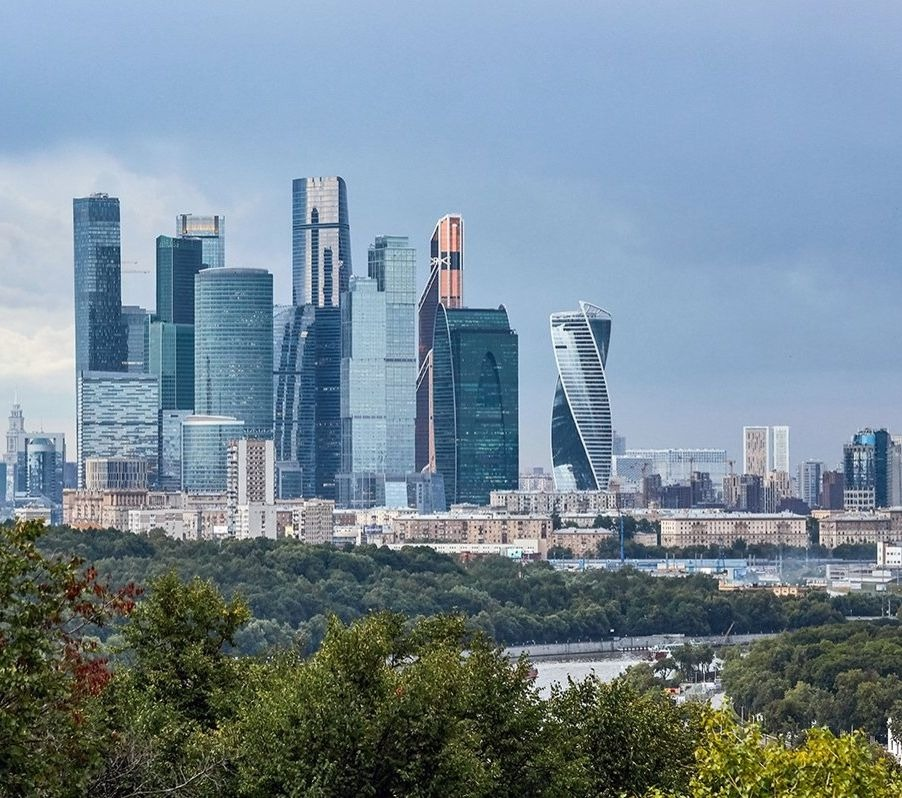
2019
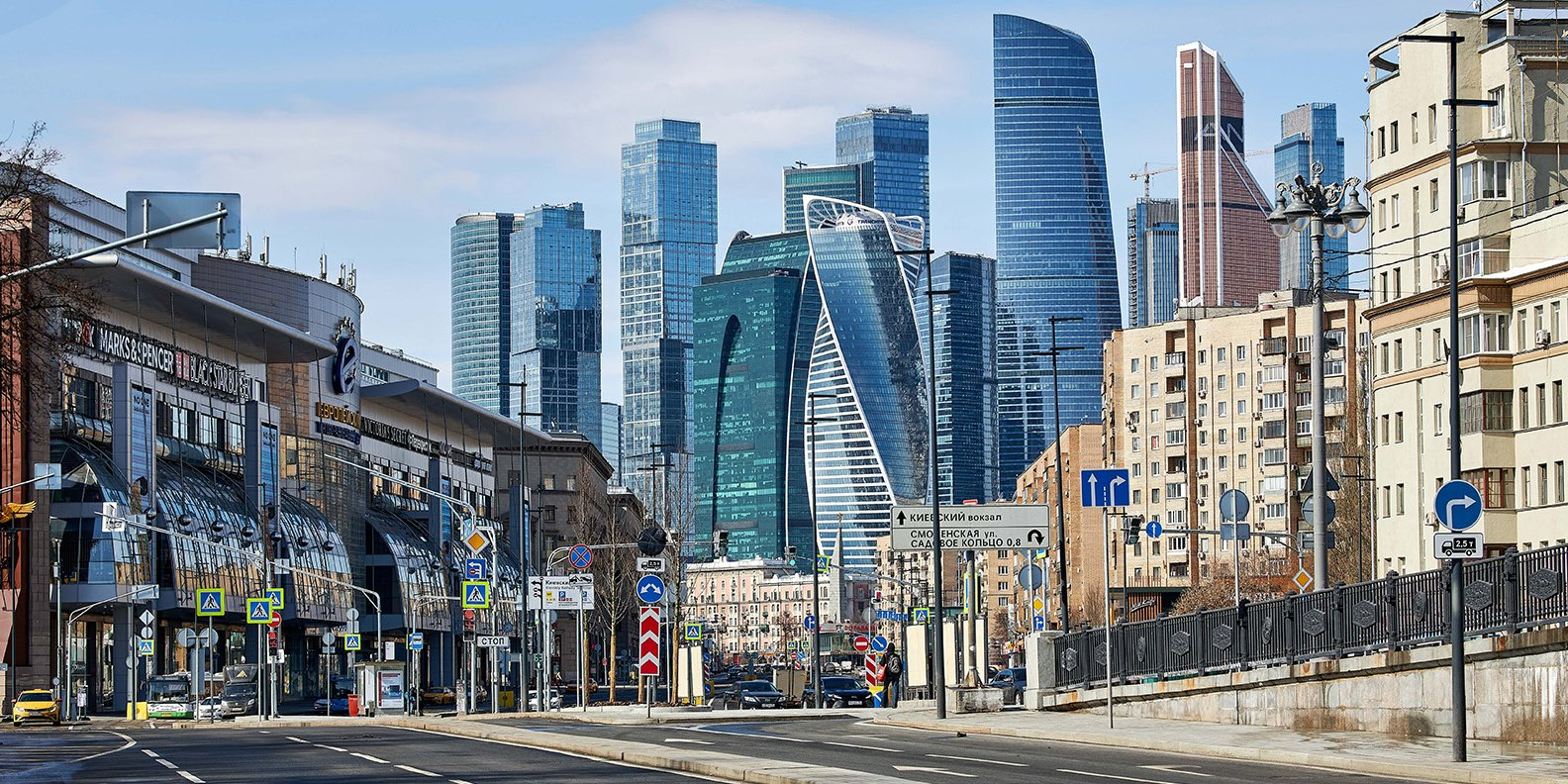
2020
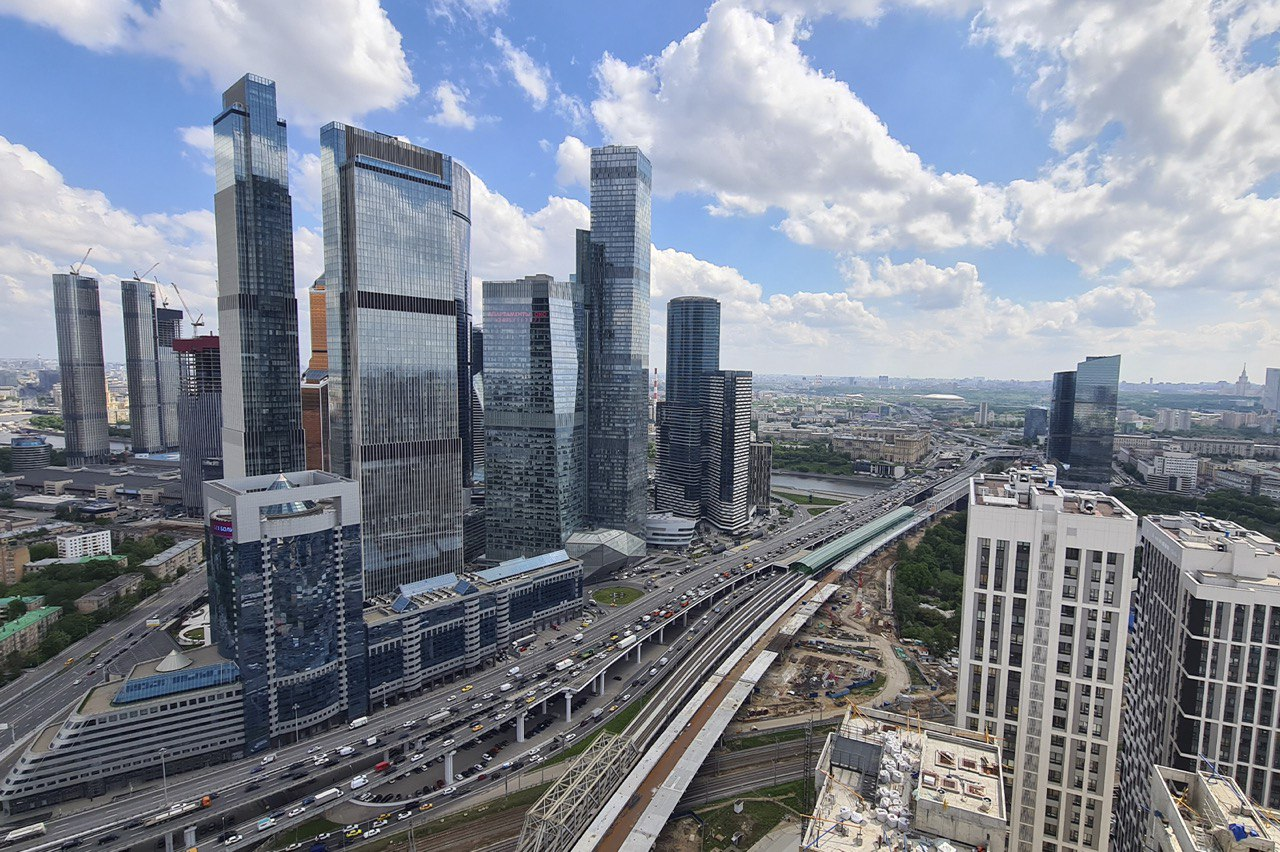
2021
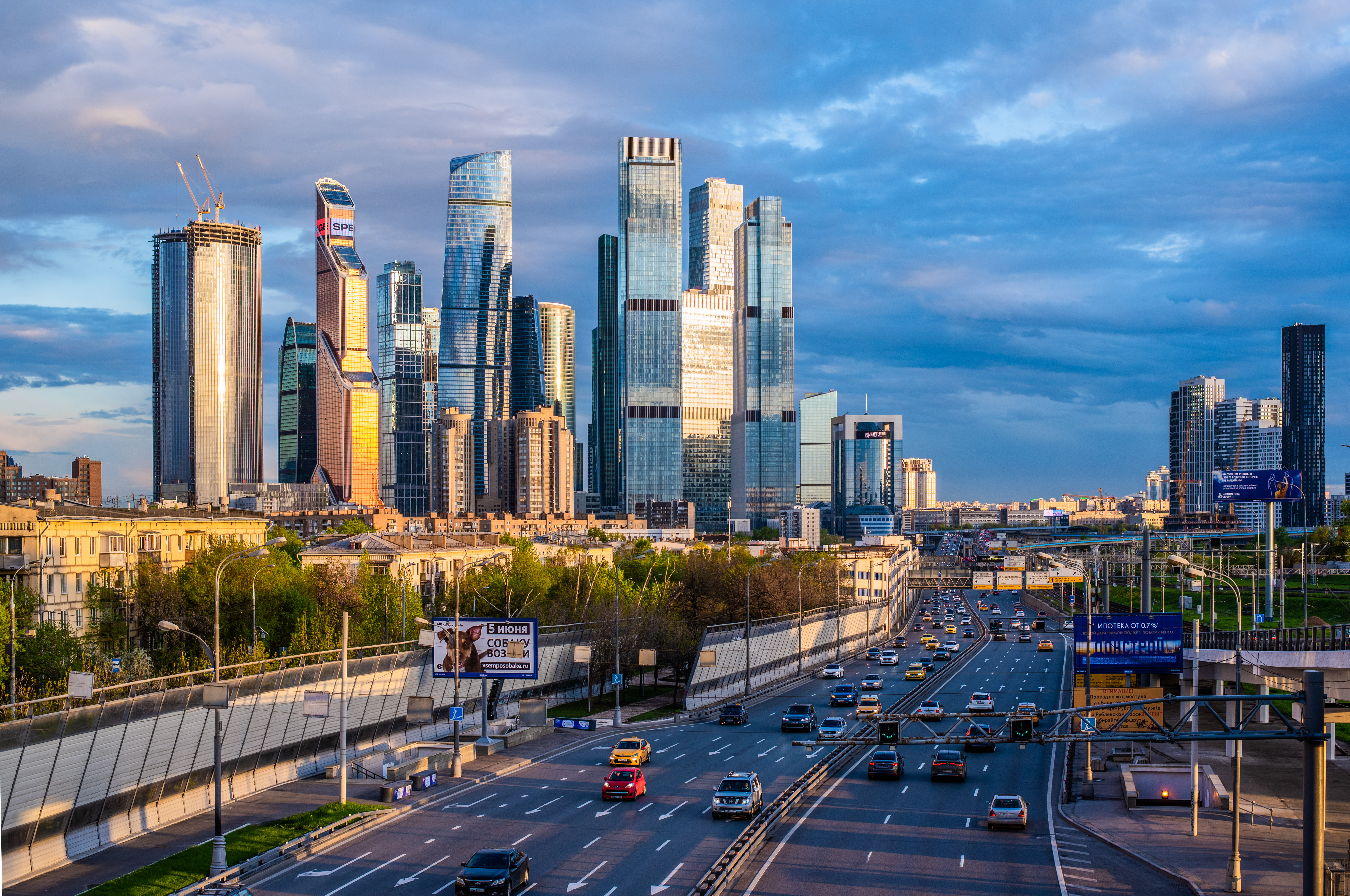
2022